# Gold Coast (Australien)

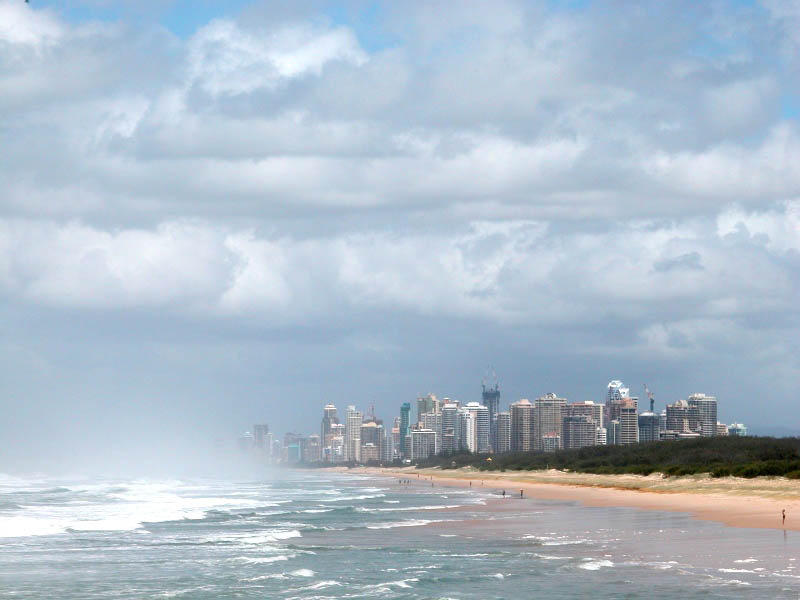
Gold Coast mit Strand

Gold Coast ist eine Stadt an der Südostküste von Queensland in Australien, ca. 70 km südlich von Brisbane. Sie hat sich im Laufe von 50 Jahren aus einer losen Ansammlung kleinerer Orte zur zweitgrößten Stadt Queenslands mit knapp 650.000 Einwohnern (Stand 2021) entwickelt. Sie ist Australiens sechstgrößte Stadt und ein bedeutendes Tourismuszentrum.
Der „South Coast Town Council“ benannte sich 1958 in „Gold Coast Town Council“ um, und am 16. Mai 1959 wurde er von Queensland offiziell zur Stadt (city) Gold Coast erklärt.
Im Ortsteil Surfers Paradise steht der derzeit höchste Wolkenkratzer der Südhalbkugel, der Q1 Tower. Im Ortsteil Robina liegt der Campus der ersten Privatuniversität Australiens, der Bond University, in Southport der Campus der Griffith University.
Vom 4. bis 15. April 2018 wurden in Gold Coast die Commonwealth Games ausgetragen.

## Geschichte
Die Region der Gold Coast wurde schon vor über 23.000 Jahren besiedelt. Es war Heimat der Yugambeh-Aborigines. 1770 sichtete James Cook als erster Europäer den Küstenabschnitt. 53 Jahre später begann die Besiedlung des fruchtbaren Gebiets. Dieses Ereignis ist auf die vorherigen Erkundungen und hochrangigen Beziehungen des Briten John Oxley zurückzuführen. Kurz darauf ließen sich Holzfäller, Fischer, Viehzüchter und Zuckerrohrbauern in der Region nieder. Mit der Gründung von Southport im Jahre 1875 etablierte sich der Tourismus. Einen regelrechten Touristenboom erfuhr die Gold Coast 1925, nachdem mehrere Hotels sowie eine gute Infrastruktur errichtet wurden. Während des Zweiten Weltkriegs diente die Gold Coast als Erholungsort für hier stationierte US-amerikanische Soldaten. In den 60er Jahren begann man mit dem Bau der ersten Hochhäuser. Ein weiterer essentieller Schritt zur Förderung des Tourismus war die Eröffnung des Flughafens 1981 im Ortsteil Coolangatta. Es folgten zahlreiche Attraktionen, wie Freizeitparks, Grünanlagen, Einkaufszentren und Nachtklubs. Der Beginn des neuen Jahrtausends wurde von einer Hochkonjunktur im Immobiliensektor geprägt. Diese trug dazu bei, dass immer mehr Wolkenkratzer erbaut wurden. Neben der Touristenindustrie spielen heute Bildung, Technologie, Schifffahrt und Sport eine entscheidende Rolle für die Wirtschaft der gesamten Region.

## Ortsteile

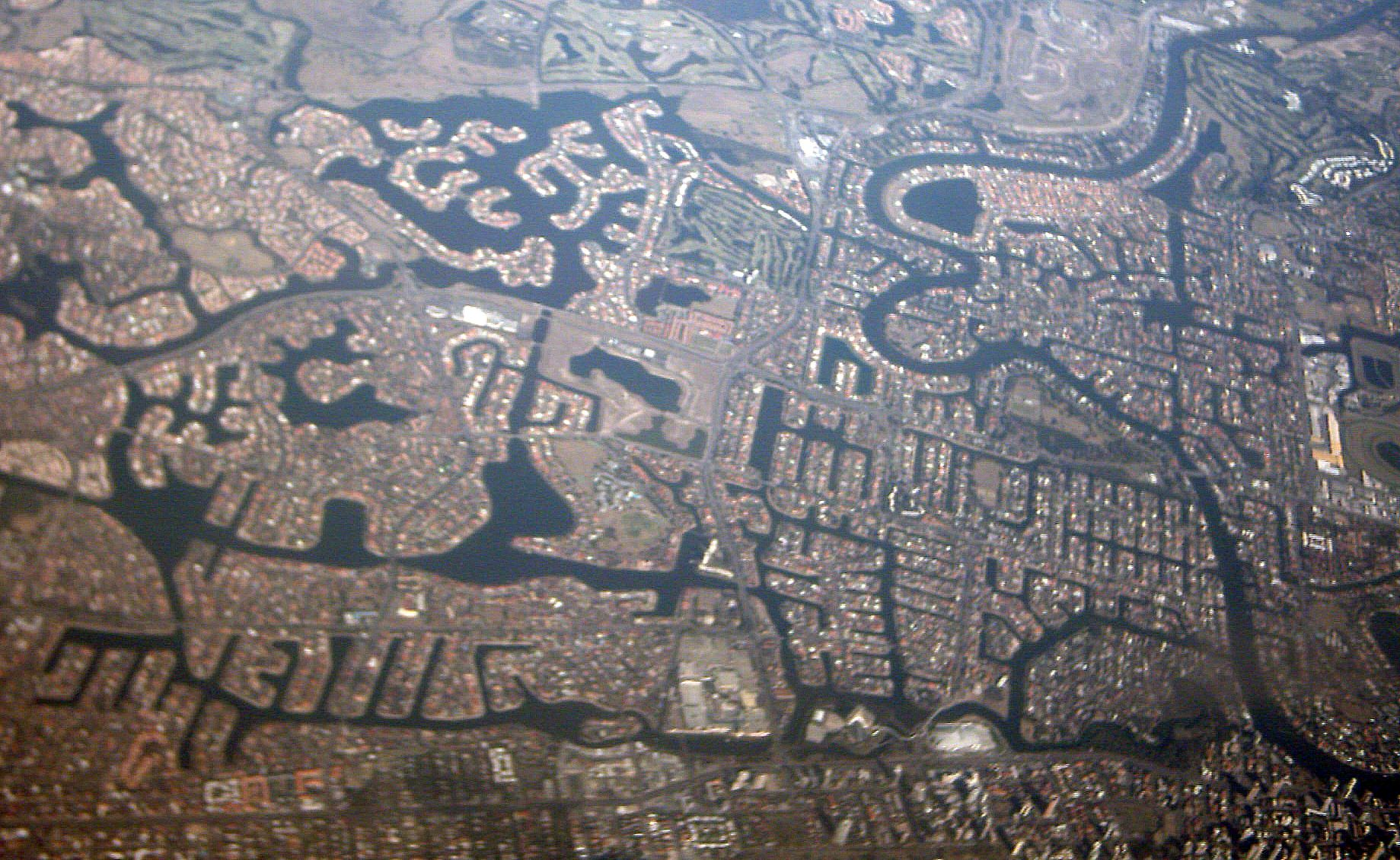
Luftbild von Gold Coast, u. a. mit den Stadtteilen Mermaid Waters (links) und Broadbeach Waters (rechts), deutlich erkennbar: die vielen Kanäle

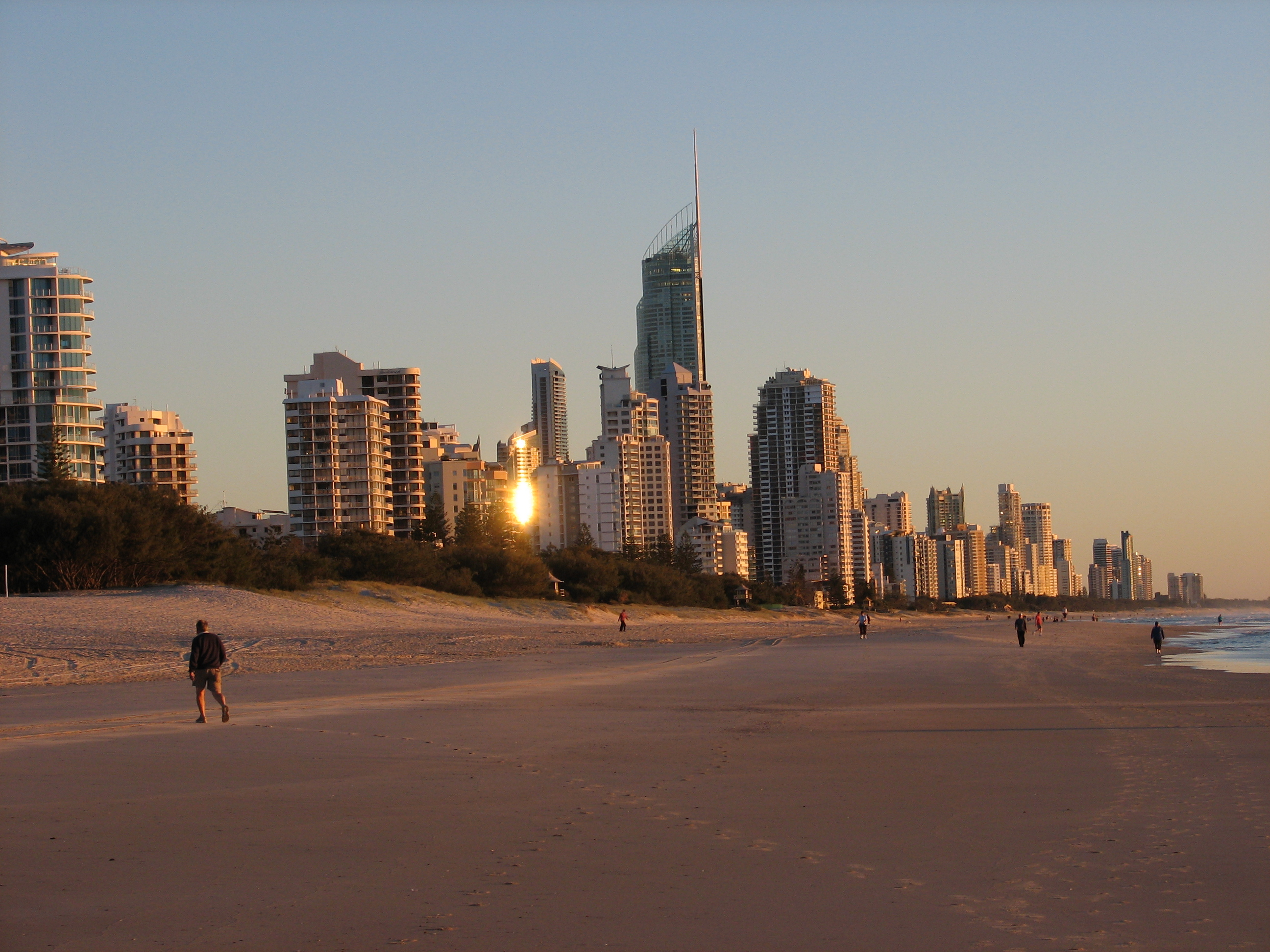
Strandsicht auf Gold Coast

- Advancetown
- Alberton
- Arundel
- Ashmore
- Austinville
- Bahrs Scrub
- Bannockburn
- Beenleigh
- Belivah
- Benowa
- Bethania
- Biggera Waters
- Bilinga
- Bonogin
- Broadbeach
- Broadbeach Waters
- Bundall
- Burleigh Heads
- Burleigh Waters
- Carrara
- Cedar Creek
- Clagiraba
- Clear Island Waters
- Coolangatta
- Coombabah
- Coomera
- Currumbin
- Currumbin Valley
- Currumbin Waters
- Eagleby
- Edens Landing
- Elanora
- Ernest
- Gaven
- Gilberton
- Gilston
- Guanaba
- Helensvale
- Hollywell
- Holmview
- Hope Island
- Jacobs Well
- Kingsholme
- Labrador
- Lower Beechmont
- Luscombe
- Main Beach
- Maudsland
- Mermaid Beach
- Mermaid Waters
- Merrimac
- Miami
- Molendinar
- Mt Nathan
- Mt Warren Park
- Mudgeeraba
- Natural Bridge
- Nerang
- Neranwood
- Norwell
- Numinbah Valley
- Ormeau
- Oxenford
- Palm Beach
- Paradise Point
- Parkwood
- Pimpama
- Reedy Creek
- Robina
- Runaway Bay
- South Stradbroke Is
- Southport
- Springbrook
- Stapylton
- Steiglitz
- Surfers Paradise
- Tallai
- Tallebudgera
- Tallebudgera Valley
- Tugun
- Varsity Lakes
- Upper Coomera
- Waterford Holmview
- Willowvale
- Windaroo
- Wolffdene
- Wongawallen
- Woongoolba
- Worongary
- Yatala

## Klimatabelle
|                       | Jan   | Feb   | Mär   | Apr   | Mai   | Jun  | Jul  | Aug  | Sep  | Okt  | Nov   | Dez   |   |         |
| Mittl. Tagesmax. (°C) | 30,5  | 29,3  | 28,6  | 27,9  | 25,3  | 24,2 | 22,6 | 22,4 | 23,3 | 25,2 | 26,7  | 30,1  | ⌀ | 26,3    |
| Mittl. Tagesmin. (°C) | 24,3  | 23,5  | 20,2  | 18,5  | 15,4  | 14,6 | 12,2 | 13,8 | 14,1 | 15,0 | 17,4  | 21,2  | ⌀ | 17,5    |
|                       |       |       |       |       |       |      |      |      |      |      |       |       |   |         |
| Niederschlag (mm)     | 177,8 | 187,8 | 202,6 | 136,5 | 131,3 | 94,3 | 75,5 | 55,1 | 58,6 | 86,0 | 104,3 | 131,8 | Σ | 1.441,6 |
|                       |       |       |       |       |       |      |      |      |      |      |       |       |   |         |
| Regentage (d)         | 12,7  | 13,3  | 15,2  | 11,3  | 10,1  | 7,5  | 7,1  | 6,9  | 7,4  | 8,9  | 9,9   | 11,2  | Σ | 121,5   |

| 24,3 |

| 23,5 |

| 20,2 |

| 18,5 |

| 15,4 |

| 14,6 |

| 12,2 |

| 13,8 |

| 14,1 |

| 15,0 |

| 17,4 |

| 21,2 |

| 24,3 |

| 23,5 |

| 20,2 |

| 18,5 |

| 15,4 |

| 14,6 |

| 12,2 |

| 13,8 |

| 14,1 |

| 15,0 |

| 17,4 |

| 21,2 |

## Wirtschaft und Infrastruktur

### Wirtschaft
Das subtropische Klima, die attraktiven Sandstrände (57 km), die oft von Surfern genutzt werden, und das Marketing haben Millionen von australischen und internationalen Touristen angelockt, und eine große Industrie ist entstanden, um dies zu unterstützen. In manchen Teilen – vor allem um Surfers Paradise – ist der schmale Küstenstreifen deshalb voller Nachtklubs, Hotels, Apartments und Touristen-Läden, was der Gold Coast lange ein billiges Image verliehen hat. Wie die Küste des US-Bundesstaats Florida zieht die Gegend viele Rentner an. Das Bild der Stadt selbst ist geprägt von zahllosen künstlichen Kanälen und Inseln.

### Verkehr
Die Gold Coast ist über verschiedene Verkehrsinfrastrukturen erreichbar. Der Pacific Motorway, der im Jahr 2000 nach dreijähriger Bauzeit mit Kosten von etwa einer Milliarde australische Dollar erweitert wurde, verbindet die Region mit der Landeshauptstadt Brisbane. Für den Flugverkehr stehen zwei Flughäfen zur Verfügung: der Brisbane Airport in etwa 100 km Entfernung und der näher gelegene Flughafen Gold Coast in Coolangatta am südlichen Ende der Region.
Coolangatta fungiert zudem als Endbahnhof der Zugstrecke Casino-Coolangatta, die in Casino Anschluss an die Hauptstrecke Brisbane–Sydney bietet. (Die Strecke Casino-Coolangatta ist bereits so lange stillgelegt, dass Teile in einen Radweg umgewandelt wurden. Andere Teile sind sogar komplett aufgelassen.)
Seit Juni 2014 ist die Gold Coast Light Railway in Betrieb, eine 13 Kilometer lange Straßenbahnlinie mit 16 Haltestellen. Diese verbindet verschiedene Küstenabschnitte und Stadtzentren im Süden Queenslands – darunter Main Beach, Surfers Paradise und Broadbeach – und verkehrt zwischen dem Gold Coast University Hospital, Southport und Broadbeach South.

## Städtepartnerschaften
Gold Coast unterhält mit folgenden acht Städten Partnerschaften:
| - Beihai, Volksrepublik China, seit 1997 - Dubai, Vereinigte Arabische Emirate, seit 2001 - Fort Lauderdale, Vereinigte Staaten, seit 1980 - Nouméa, Frankreich, seit 1992 | - Taipeh, Republik China (Taiwan), seit 1982 - Tainan, Republik China (Taiwan), seit 1982 - Takasu, Japan, seit 1995 - Zhuhai, Volksrepublik China, seit 2012 |

| Weitere freundschaftliche Beziehungen bestehen zu: - Präfektur Kanagawa, Japan, seit 1990 - Jining, Volksrepublik China, seit 2014 - Chengdu, Volksrepublik China, seit 2014 - Wuhan, Volksrepublik China, seit 2015 | Inaktive Partnerschaften: - Korfu, Griechenland - Horowhenua, Neuseeland - Netanja, Israel - Ulaanbaatar, Mongolei |

## Persönlichkeiten

### Söhne und Töchter der Stadt
- Rebecca Rigg (* 1967), Schauspielerin
- Nathan Jones (* 1970), Schauspieler, Kraftsportler und ehemaliger Wrestler
- Kelly Geraghty (* 1977), Synchronschwimmerin
- Emma Frodeno, geb. Snowsill (* 1981), ehemalige Triathletin
- Mathew Belcher (* 1982), Segler
- Luke Mitchell (* 1985), Schauspieler und Model
- Jarred Gillett (* 1986), Fußballschiedsrichter
- James Slipper (* 1989), Rugby-Union-Spieler
- Alyssa Healy (* 1990), Cricketspielerin
- Maverick Banes (* 1992), Tennisspieler
- Alexander Beck (* 1992), Sprinter
- Benjamin Mitchell (* 1992), Tennisspieler
- Robbie King (* 1993), Dartspieler
- Jessica Watson (* 1993), Seglerin
- Mackenzie Arnold (* 1994), Fußballnationalspielerin
- Kwame Yeboah (* 1994), Fußballspieler
- Brittany Broben (* 1995), Wasserspringerin
- Lyndon Dykes (* 1995), schottischer Fußballspieler
- Cody Simpson (* 1997), R&B- und Pop-Musiker
- Nicholas D’Agostino (* 1998), Fußballspieler
- Alli Simpson (* 1998), Sängerin, Schauspielerin, Model und Radio-Moderatorin
- Sara Tomic (* 1998), Tennisspielerin
- Moerani Bouzige (* 1999), Tennisspieler
- Saya Sakakibara (* 1999), Radrennfahrerin
- Elijah Winnington (* 2000), Schwimmer
- Jack Doohan (* 2003), Rennfahrer
- Hayden Jones (* 2006), Tennisspieler

### Weitere Persönlichkeiten
- Bruce Small (1895–1980), Geschäftsmann und Politiker; Bauunternehmer und Bürgermeister in Gold Coast
- Jack Brabham (1926–2014), Rennfahrer; lebte zuletzt im Ortsteil Surfers Paradise
- Ron Clarke (1937–2015), Leichtathlet und Politiker; Bürgermeister von Gold Coast 2004–2012
- Joe Bugner (* 1950), Schwergewichtsboxer und Schauspieler; wohnt in Gold Coast
- Peter André (* 1973), britischer Sänger griechisch-zypriotischer Herkunft; wuchs im Ortsteil Surfers Paradise auf
- Bernard Tomic (* 1992), Tennisspieler; wohnt in Gold Coast